# Método Montante
El Método Montante llamado así por su descubridor, René Mario Montante Pardo (1933 - 2019), es un algoritmo del álgebra lineal para determinar las soluciones de un sistema de ecuaciones lineales, encontrar matrices inversas, matrices de adjuntos y determinantes.

## Historia
El método fue popularizado en el 1973 por René Mario Montante Pardo, maestro de la Facultad de Ingeniería Mecánica y Eléctrica (UANL) (FIME)de México y enseñado a sus alumnos con el fin de simplificar el área de álgebra matricial.
La característica principal de dicho algoritmo es que trabaja con enteros, lo cual hace que el resultado sea exacto aunque se resuelva con computadora, ya que evita que se redondeen los números.
Aunque al parecer Montante lo redescubrió en sus estudios, un método idéntico ya era conocido con anterioridad creado por matemático Erwin H. Bareiss quien 5 años antes (en 1968) publicó un documento titulado "Sylvester's Identity and Multistep Integer Preserving Gaussian Elimination" en donde se describe como resolver matrices con números enteros. Debido a que dicho estudio no fue muy difundido, en gran parte de Latinoamérica se conoce como Montante, aunque correctamente debería ser Bareiss-Montante.

## Método
El método consiste en ir "pivoteando" en la diagonal principal. Se comienza en el extremo superior izquierdo, el renglón donde está el pivote va a ser el renglón base de todo el sistema y la columna donde esta el pivote va a ser la columna base. Con respecto a ese renglón y esa columna, donde está el pivote, se forman determinantes de dos por dos, y siempre se trabaja con números enteros, si apareciera alguna fracción hay un error.
{\displaystyle N.E.={\frac {(P)(E.A.)-(E.C.F.P.)(E.C.C.P.)}{P.A.}}\,}
En donde {\displaystyle N.E.} es el Nuevo Elemento, {\displaystyle P} es el Pivote, {\displaystyle E.A.} es el elemento Actual, {\displaystyle E.C.F.P.} es el Elemento Correspondiente a la Fila del pivote, {\displaystyle E.C.C.P.} es el Elemento Correspondiente a la Columna del pivote y {\displaystyle P.A.} es el Pivote Anterior

## Ejemplo
Dado el siguiente sistema de ecuaciones:

{\displaystyle 2x-y-3z+w=3\,},

{\displaystyle x+y-2z-2w=2\,},

{\displaystyle 3x-2y+z-w=-2\,\qquad \qquad (1)}
{\displaystyle x-y+z+3w=1\,}

Se escribe la matriz ampliada (con los resultados):

{\displaystyle A={\begin{pmatrix}2&-1&-3&1&3\\1&1&-2&-2&2\\3&-2&1&-1&-2\\1&-1&1&3&1\end{pmatrix}}}
- El renglón donde está el pivote se queda idéntico, la columna donde está el pivote se hace ceros.

{\displaystyle A={\begin{pmatrix}2&-1&-3&1&3\\0&\cdots &\cdots &\cdots &\cdots \\0&\cdots &\cdots &\cdots &\cdots \\0&\cdots &\cdots &\cdots &\cdots \end{pmatrix}}}
- Con respecto al renglón donde está el pivote y la columna donde está el pivote se forman determinantes de dos por dos.
- El número inicial por el que se va a dividir el resultado va a ser 1
- Se resuelve multiplicando el elemento por el pivote, menos el producto de los dos elementos de la fila y la columna donde están el pivote y el elemento, aplicando el método.

{\displaystyle A={\begin{pmatrix}2&-1&-3&1&3\\0&3&-1&-5&1\\0&-1&11&-5&-13\\0&-1&5&5&-1\end{pmatrix}}}
- Nuestro nuevo pivote es el 3, así que se colocara sobre la diagonal principal solamente hasta el renglón donde se encuentra (renglón 2)
- El renglón donde está el pivote se queda idéntico, la columna donde está el pivote se hace ceros.
- Se repiten los pasos 1 y 2, se resuelve aplicando el algoritmo, tomando en cuenta que el pivote anterior es "2", esto quiere decir que el resultado se dividirá entre "2".

{\displaystyle A={\begin{pmatrix}3&0&-5&-1&5\\0&3&-1&-5&1\\0&0&16&-10&-19\\0&0&7&5&-1\end{pmatrix}}}
- Nuestro nuevo pivote es el 16, así que se colocara sobre la diagonal principal solamente hasta el renglón donde se encuentra (renglón 3)
- El renglón donde está el pivote se queda idéntico, la columna donde está el pivote se hace ceros.
- Se repiten los pasos 1 y 2, se resuelve aplicando el algoritmo, tomando en cuenta que el pivote anterior es "3"

{\displaystyle A={\begin{pmatrix}16&0&0&-22&-5\\0&16&0&-30&-1\\0&0&16&-10&-19\\0&0&0&50&39\\\end{pmatrix}}}
- Nuestro nuevo pivote es el 50, así que se colocará sobre la diagonal principal* solamente hasta el renglón donde se encuentra (renglón 4)
- El renglón donde está el pivote se queda idéntico, la columna donde está el pivote se hace ceros.
- Se repiten los pasos 1 y 2, se resuelve aplicando el algoritmo, tomando en cuenta que el pivote anterior es "16", esto quiere decir que el resultado se dividirá entre "16".

{\displaystyle A={\begin{pmatrix}50&0&0&0&38\\0&50&0&0&70\\0&0&50&0&-35\\0&0&0&50&39\\\end{pmatrix}}}
La solución al sistema (1) es:

{\displaystyle x={\frac {38}{50}}\qquad y={\frac {70}{50}}\qquad z={\frac {-35}{50}}\qquad w={\frac {39}{50}}}